# Військове кладовище

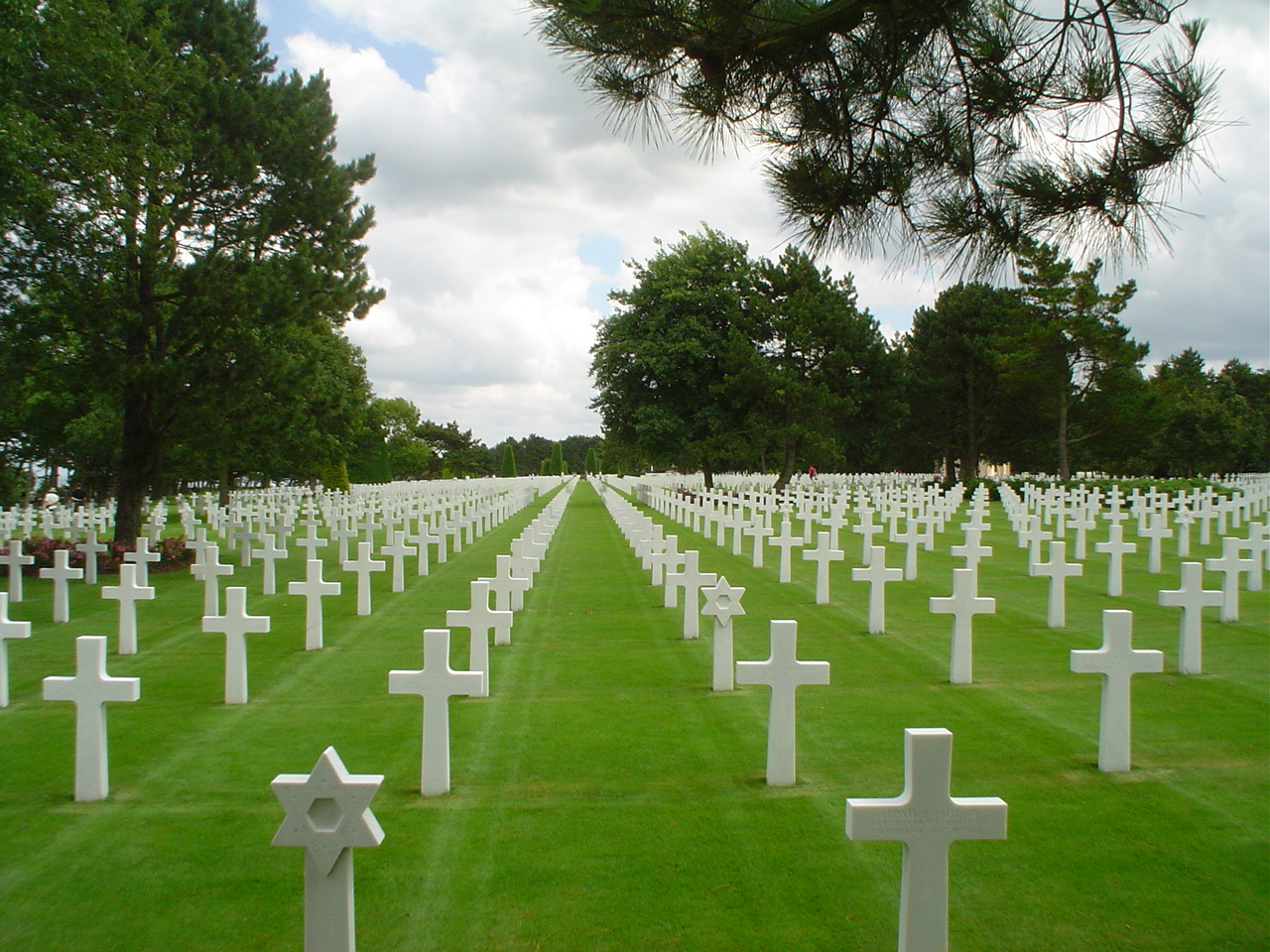
Американське кладовище в Нормандії, 2003 рік

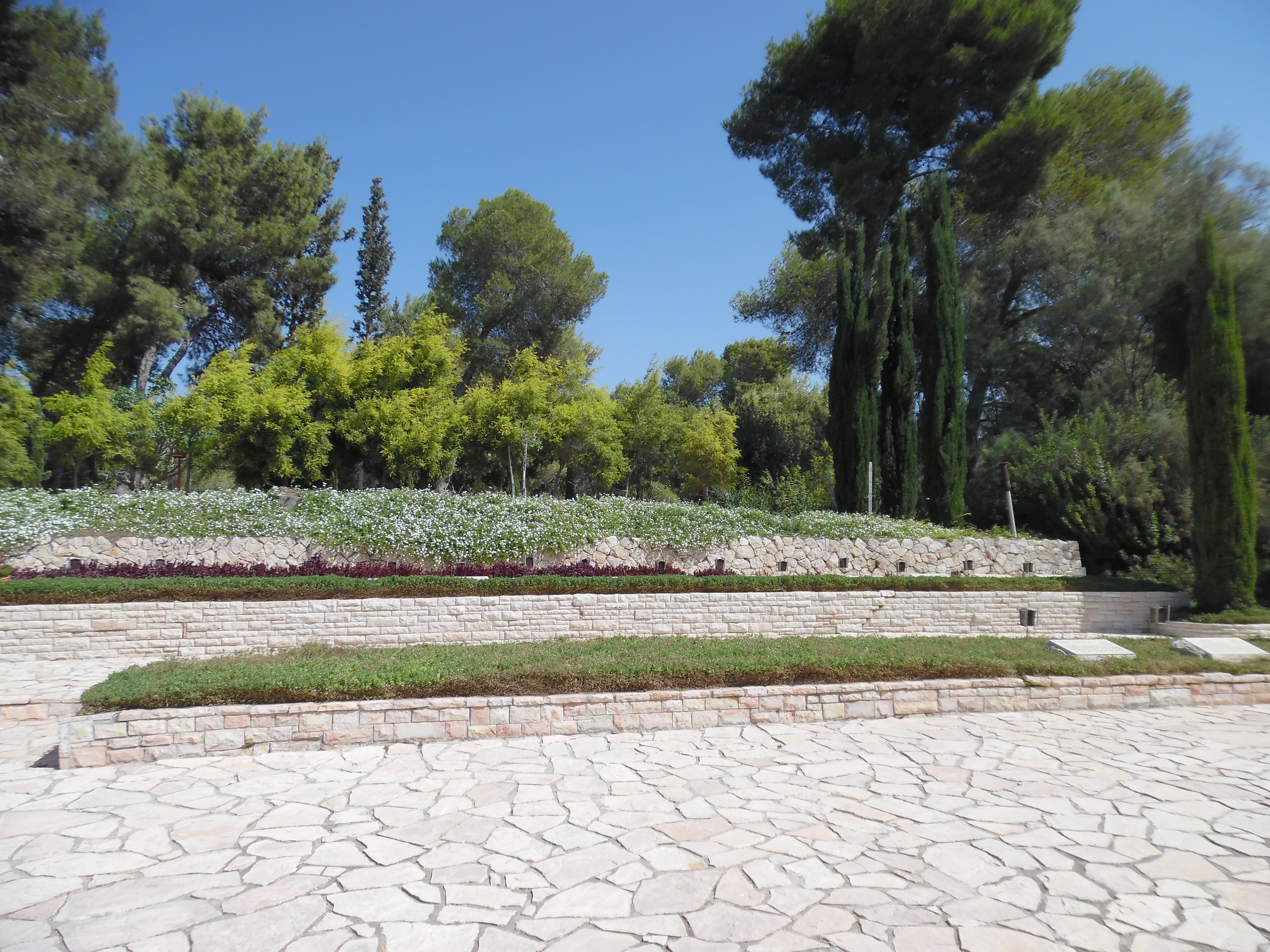
Військові могили в кібуці Яд Мордехай, Ізраїль

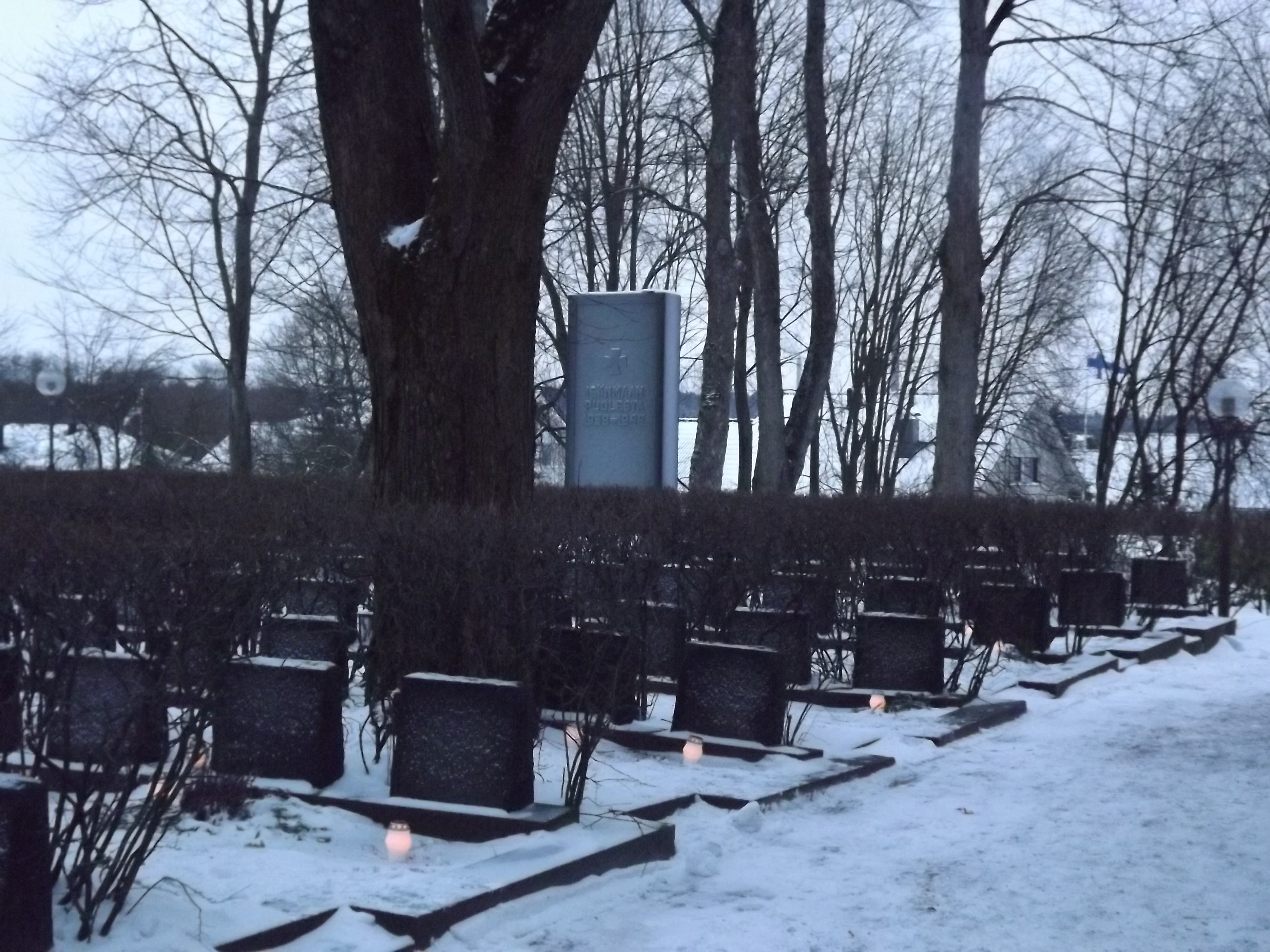
Військові могили церкви Святої Марії в Турку, Фінляндія

Військове кладовище — місце поховання військовослужбовців збройних сил і цивільних осіб, які загинули під час воєнних дій, військових походів і операцій.

## Визначення
Термін «військове кладовище» (військова могила, військове поховання) стосується не лише могил: кораблі, затоплені під час війни, часто вважаються військовими кладовищами, так само як і військові літаки, що падають у воду, якщо всередині загинули члени екіпажу. Класифікація могил як військових не обмежується загибеллю людини в бою, але натомість включає військових, які померли під час активної служби: наприклад, під час Кримської війни більше військових померло від хвороб, ніж внаслідок дій ворога.
Загальною відмінністю між кладовищами військових могил і цивільних могил мирного часу є однорідність поховань. Зазвичай люди гинули протягом відносно короткого періоду часу, на невеликій географічній території та складалися з військовослужбовців кількох задіяних військових частин. Коли йдеться про дві світові війни, військові могили можуть займати дуже великі площі через велику кількість жертв. Наприклад, військове кладовище Бруквуд у Великій Британії є найбільшим у своєму роді з могилами понад 1600 військовослужбовців часів Першої світової війни та понад 3400 військовослужбовців часів Другої світової війни, та займає площу 15 гектарів (37 акрів). Навпаки, військові захоронення у Фінляндії, як правило, невеликі, оскільки після Другої світової війни фінський уряд вирішив, що кожен загиблий солдат буде повернутим до його рідної парафії: таким чином, практично на всіх фінських церковних цвинтарях є військові поховання.